# Barłogi (powiat kolski)

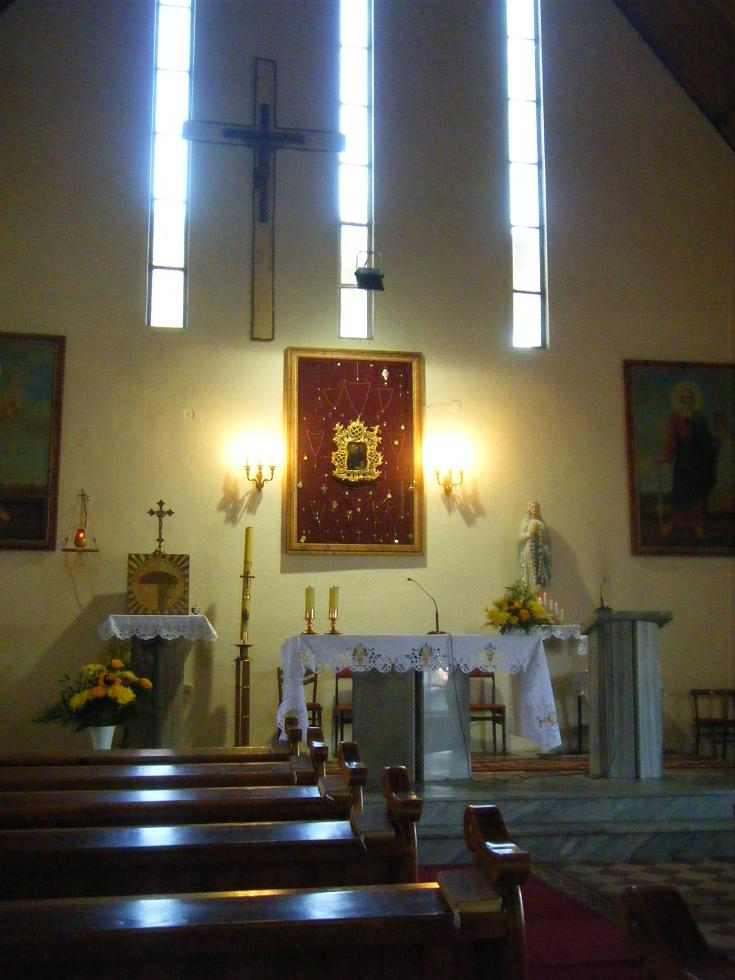
Wnętrze kościoła św. Rocha w Barłogach

Barłogi – wieś w Polsce położona w województwie wielkopolskim, w powiecie kolskim, w gminie Grzegorzew.
Wieś szlachecka położona była w drugiej połowie XVI wieku w powiecie łęczyckim województwa łęczyckiego. W latach 1975–1998 miejscowość należała administracyjnie do województwa konińskiego.
We wsi znajduje się stacja kolejowa położona przy linii Warszawa – Poznań.

## Części wsi
| SIMC    | Nazwa     | Rodzaj     |
| ------- | --------- | ---------- |
| 0285043 | Emilewo   | przysiółek |
| 0285050 | Hermanowo | część wsi  |
| 0285066 | Kruszyna  | część wsi  |
| 0285037 | Zielonka  | część wsi  |

## Kościół
Około XVI wieku istniała kaplica publiczna pod wezwaniem Świętego Rocha, drewniana, wzniesiona przez rodzinę Borysławskich (właścicieli tutejszych ziem). Kościół drewniany z połowy XIX wieku. w czasie II wojny światowej został rozebrany przez Niemców. Obecna świątynia wybudowana według projektu Aleksandra Holasa; parafię erygowano w 1981 roku. W kościele znajduje się drewniana droga krzyżowa oraz 3 obrazy świętych: Rocha, Piotra i Pawła. Obraz św. Rocha znajdujący się w świątyni podczas II wojny światowej chroniony był przez mieszkańców Barłóg.

## Sport
W miejscowości działa klub piłkarski "Sparta" Barłogi.